# SN 1972E
SN 1972Eは、1972年5月13日にNGC 5253銀河内で発見された超新星である。20世紀に発見された超新星としては、SN 1987Aに次いで2番目に明るかった。700日間近く観測され、Ia型超新星の理論的理解の発展に寄与した。

## 背景
この超新星は、チャールズ・トーマス・コワルによって、NGC 5253の中心から西に約56、南に約85の位置で発見された。銀河の周縁部に位置していたため、背景天体による干渉が最小限になり、観測に適していた。南半球では特に観測しやすかったが、北半球でも見ることができた。X線観測衛星ウフルやOSO 7によるX線での観測が試みられ、またチェレンコフ放射シャワーによりガンマ線の検出が試みられたが、曖昧な結果しか得られなかった。
極大期から約700日間に渡り、多くの観測者により、可視光及び近赤外線での測光及び分光の測定が行われた。銀河系とNGC 5253の両方で、ガスによるイオン化カルシウムの星間での吸収線が観測されており、星間減光の推定が可能になった。
光学曲線が長いため、発見から60日後からは、1日当たり0.01等級の驚くほど均一な減光が見られた。これは、ほぼぴったり77日の半減期にあたり、この値は56Coの半減期に相当する。Ia型超新星の標準モデルでは、伴星からの質量降着でチャンドラセカール限界を超えて爆発する白色矮星から、ほぼ太陽質量の56Niが放出される、この56Niは、約6日の半減期で56Coに崩壊し、このコバルトの崩壊が超新星残骸からの放射にエネルギーを供給する。このモデルにより、このような超新星の光度も推定される。SN 1972Eの最大時の光度及び減光速度の観測は、これらの予測と良く合致し、この縮退-爆発モデルが急速に受け入れられることとなった。

## 関連文献
- Kirshner, R. P. & Oke, J. B. Supernova 1972e in NGC 5253. Astrophysical Journal. 200. Sept. 1975, pt. 1, p. 574-581 (SAO/NASA Astrophysics Data System)
- Riess, Adam G. et al. Using Type IA Supernova Light Curve Shapes to Measure the Hubble Constant. Astrophysical Journal Letters. 438. Jan. 1995. *: Self Published version.